# Wastelands (Linkin Park)
Wastelands is een nummer van de Amerikaanse alternatieve-rockgroep Linkin Park. Het is geschreven door Chester Bennington en Mike Shinoda en geproduceerd door Shinoda en gitarist Brad Delson voor het zesde studioalbum The Hunting Party dat uitkwam in juni 2014. 
Tijdens een optreden tijdens het Portugese festival Rock in Rio gooide Shinoda enkele cd's met daarop de albumversie van het nummer het publiek in, alvorens het nummer live werd gespeeld. Enkele dagen daarvoor debuteerde het nummer live in Tucson. In de nacht van 30 mei op 1 juni werd de albumversie door een fan online gezet. Op 2 juni volgde een upload van de songtekstvideo op de YouTubepagina van de band. Op dezelfde dag werd het nummer uitgebracht als digitale single. Het nummer hing enkele uren rond in de top tien van iTunes, terwijl de vorige singles Guilty All the Same en Until It's Gone op commercieel vlak weinig uithaalden. 

## Tracklist
| Nr. | Titel      | Schrijver(s) | Duur  |
| --- | ---------- | ------------ | ----- |
| 1.  | Wastelands | Linkin Park  | 03:15 |

| Nr. | Titel                    | Schrijver(s) | Duur  |
| --- | ------------------------ | ------------ | ----- |
| 1.  | Wastelands (Single edit) | Linkin Park  | 03:10 |

Emily Armstrong · Chester Bennington · Rob Bourdon · Colin Brittain · Brad Delson 
Dave Farrell · Joe Hahn · Scott Koziol · Mike Shinoda · Mark Wakefield